# Chvalčov
Chvalčov je obec ležící v okrese Kroměříž. Žije zde přibližně 1 600 obyvatel a katastrální území obce má rozlohu 2296 ha. Součástí obce je také Chvalčova Lhota.
Chvalčov leží východně od města Bystřice pod Hostýnem, v jeho těsné blízkosti (obě sídla jsou od sebe oddělena prakticky jen železničním náspem). Na území obce se nachází hora Hostýn, která je nejnavštěvovanějším mariánským poutním místem na Moravě. Okolím Chvalčova vede naučná stezka Chodník Masarykových. V obci se nachází jedna ze tří českých SOS dětských vesniček (další jsou v Doubí u Karlových Varů a Brně-Medlánkách). Kámen z místního lomu byl použit při stavbě přehrady Bystřička.
V obci se spolu se svou rodinou usadil Ladislav Moravetz, celocírkevní kantor Českobratrské církve evangelické, a vytvořil zde svá hudební díla, jež některá uveřejnil v řadě pojmenované Chvalčovské miniatury.

## Název
Název vesnice zněl původně Chvaličov (doklady do 16. století). Jeho základem bylo osobní jméno Chvalič ("kdo chválí") a jeho význam byl "Chvaličův majetek". Od 17. století je v písemných dokladech dvojslabičné Chvalčov (na jeho vznik možná měla vliv skutečnost, že dvojslabičná jsou i jména sousedních vsí Slavkova pod Hostýnem a Loukova).

## Historie
První písemné záznamy o Chvalčově i sousední Chvalčově Lhotě se objevují v roce 1369. Současná obec vznikla 19. srpna 1951 sloučením obcí Chvalčov a Chvalčova Lhota pod společným názvem Chvalčov. Později se sloučená obec stala místní částí města Bystřice pod Hostýnem, ale ihned v roce 1990 využili občané Chvalčova příležitosti a osamostatnili se.

## Obyvatelstvo

### Struktura
Vývoj počtu obyvatel za celou obec i za jeho jednotlivé části uvádí tabulka níže, ve které se zobrazuje i příslušnost jednotlivých částí k obci či následné odtržení.
| Místní části   | Místní části  | 1869 | 1880 | 1890 | 1900 | 1910 | 1921 | 1930 | 1950 | 1961 | 1970 | 1980 | 1991 | 2001 | 2011 |
| -------------- | ------------- | ---- | ---- | ---- | ---- | ---- | ---- | ---- | ---- | ---- | ---- | ---- | ---- | ---- | ---- |
| Počet obyvatel | část Chvalčov | 891  | 1066 | 1198 | 1308 | 1499 | 1382 | 1412 | 1638 | 1592 | 1635 | 1775 | 1713 | 1644 | 1637 |
| Počet domů     | část Chvalčov | 139  | 161  | 185  | 205  | 231  | 243  | 268  | 379  | 374  | 388  | 428  | 520  | 537  | 555  |

## Místa v okolí
Oblíbené vycházkové místo spojené s Masarykovou stezkou se nachází naproti sv. Hostýnu na kopci zvaném Kozinec. Stojí zde chata Mysliveckého spolku Chvalčov. Přes Kozinec se můžete dostat na turistické stezky vedoucí například  na Kelčský Javorník či do nedaleké obce Loukov.

## Pamětihodnosti
- Bazilika Nanebevzetí Panny Marie na Hostýně
- Křížová cesta (Hostýn)
- Kříž Na Hrobech, pětimetrový dubový kříž v údolí říčky Bystřičky
- Hrad Obřany, zřícenina

## Galerie

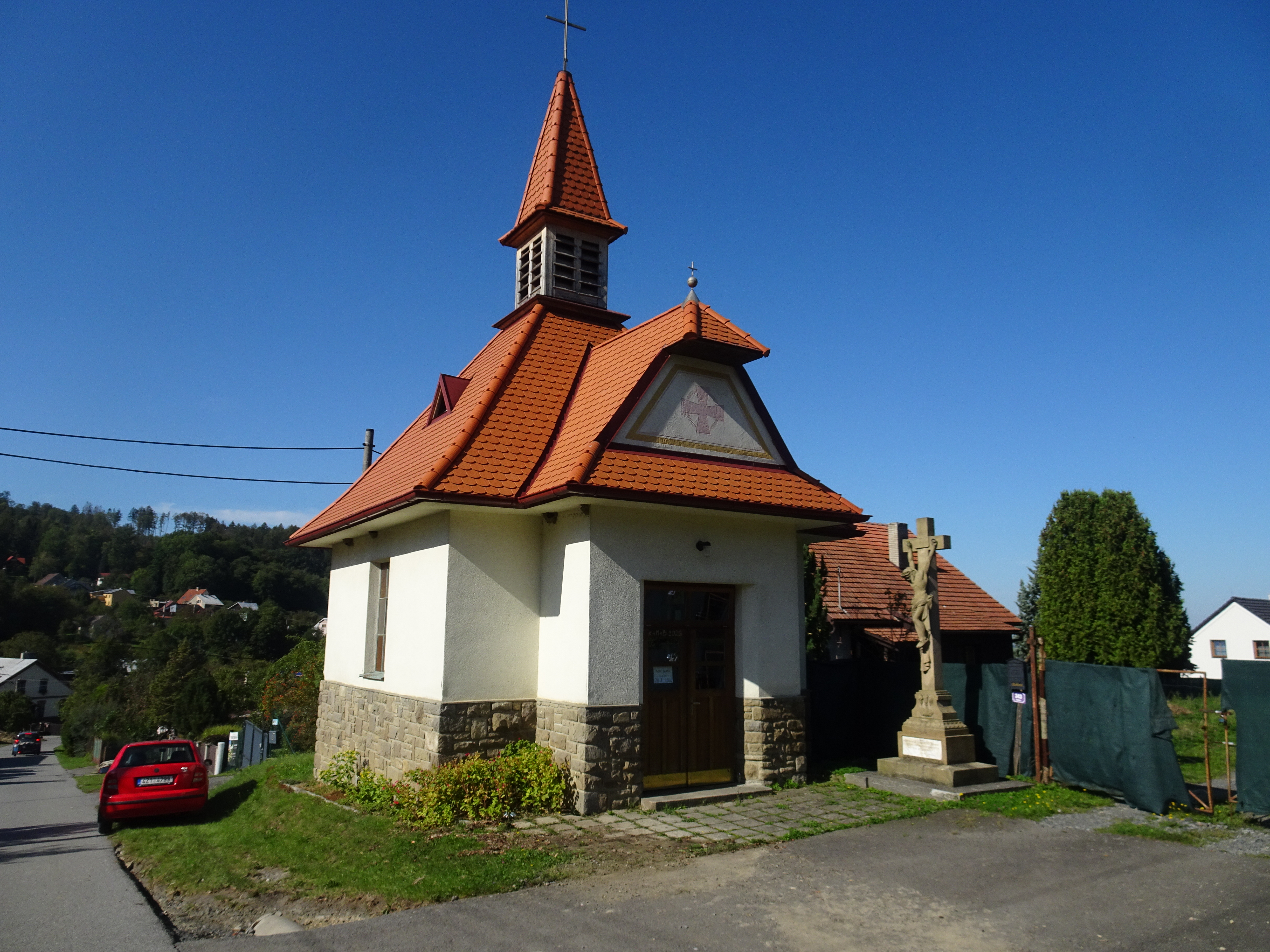
Kaple sv. Cyrila a Metoděje
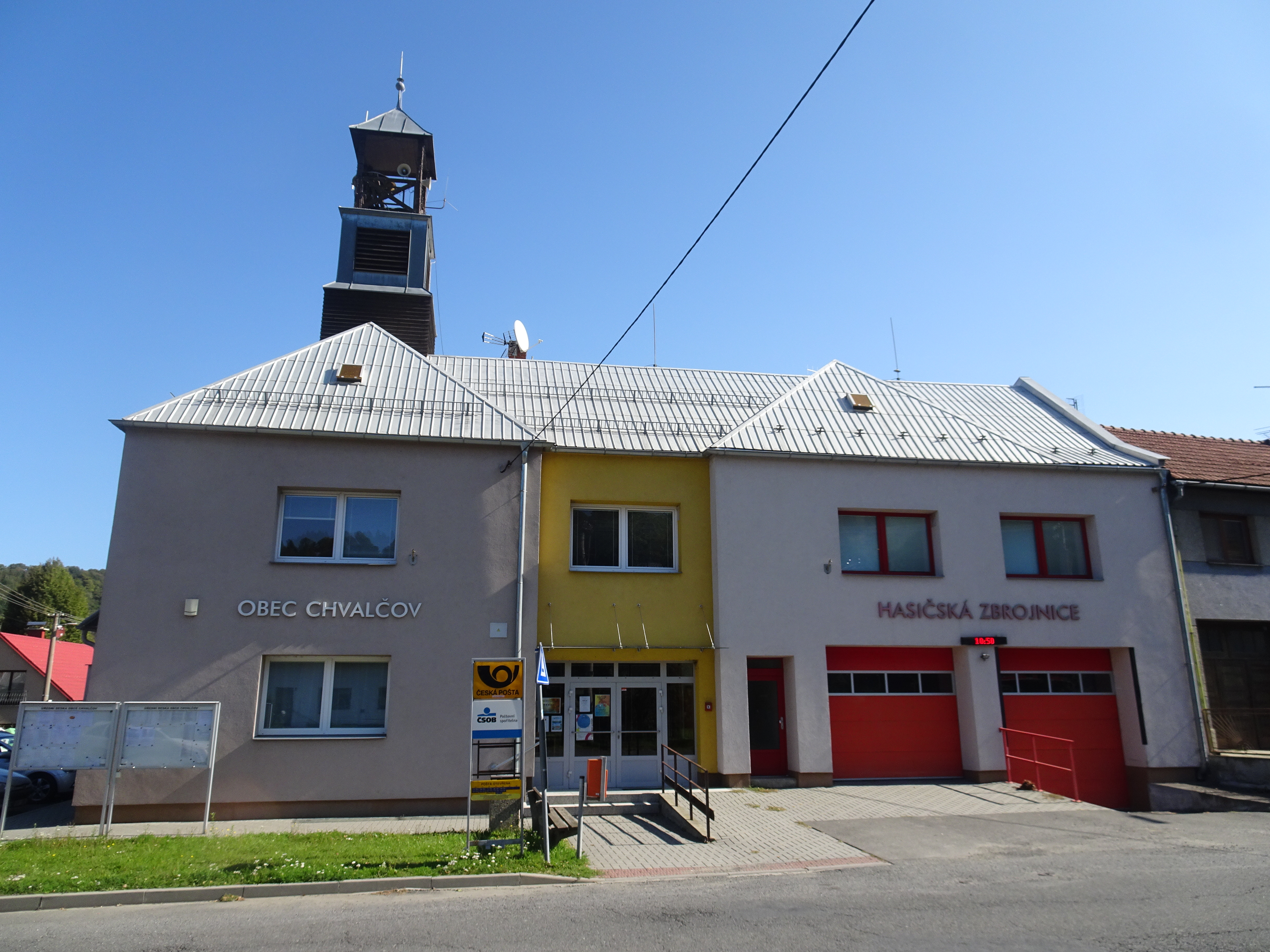
Obecní úřad
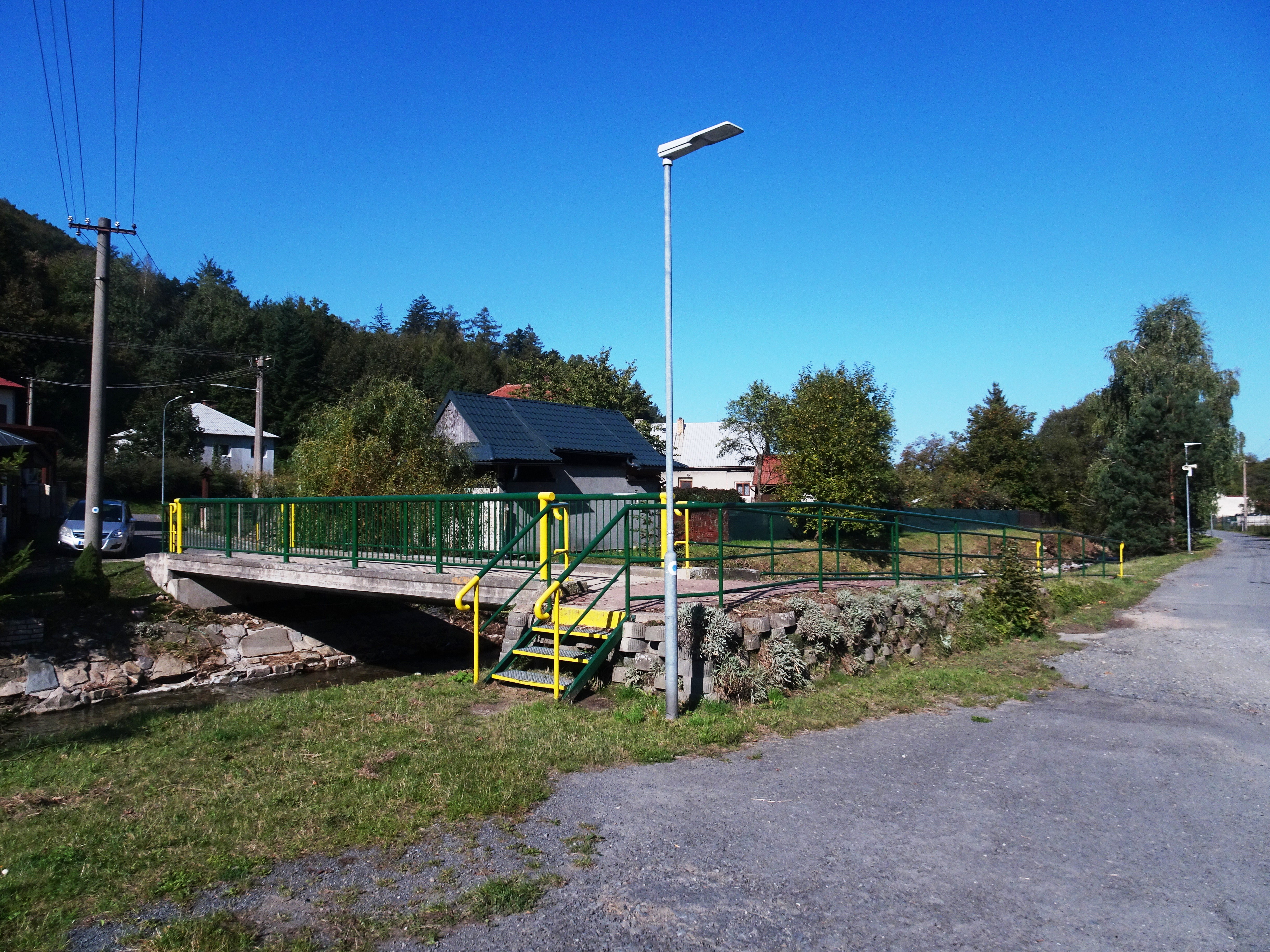
Lávka přes Bystřičku
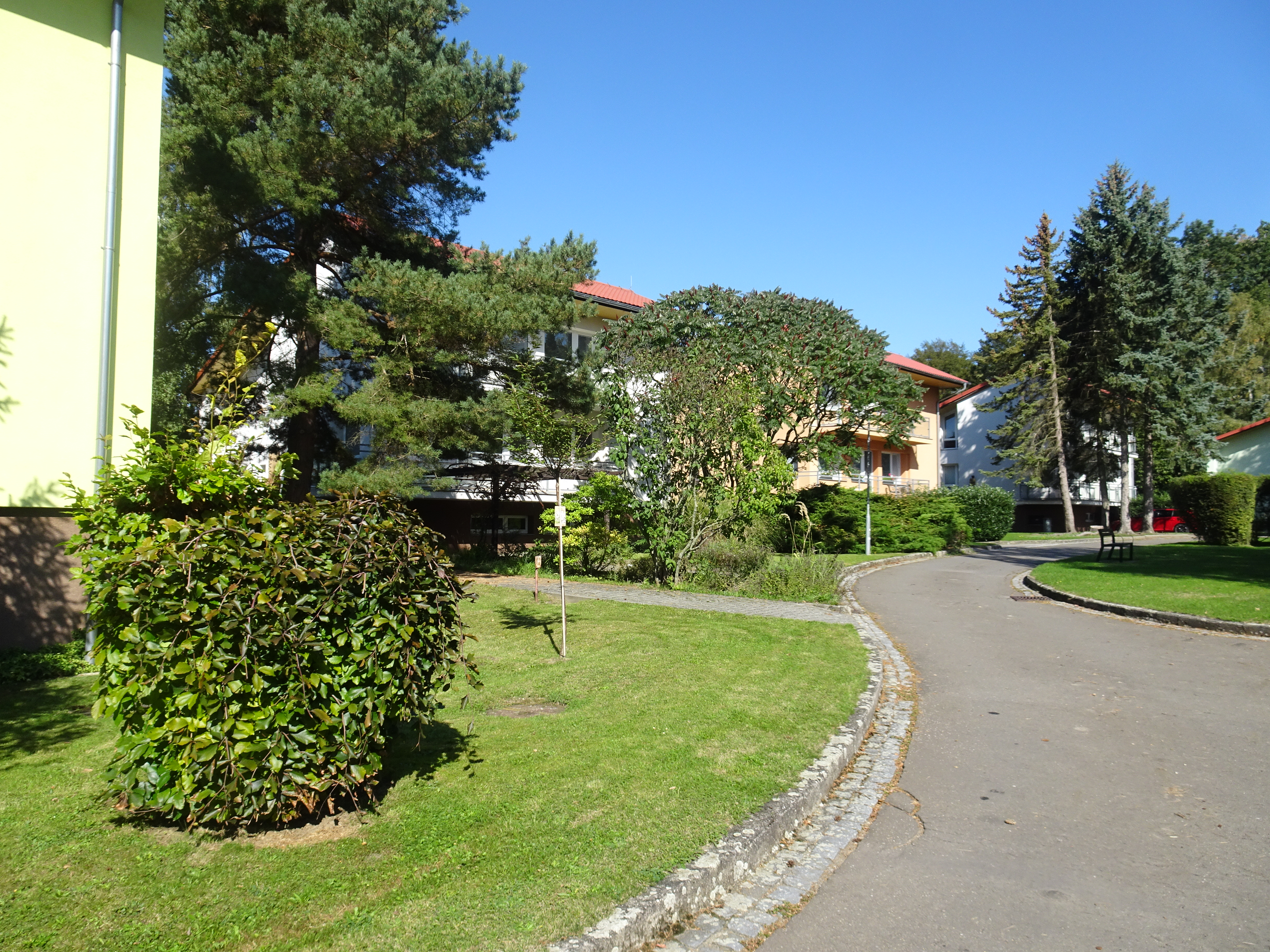
SOS dětská vesnička
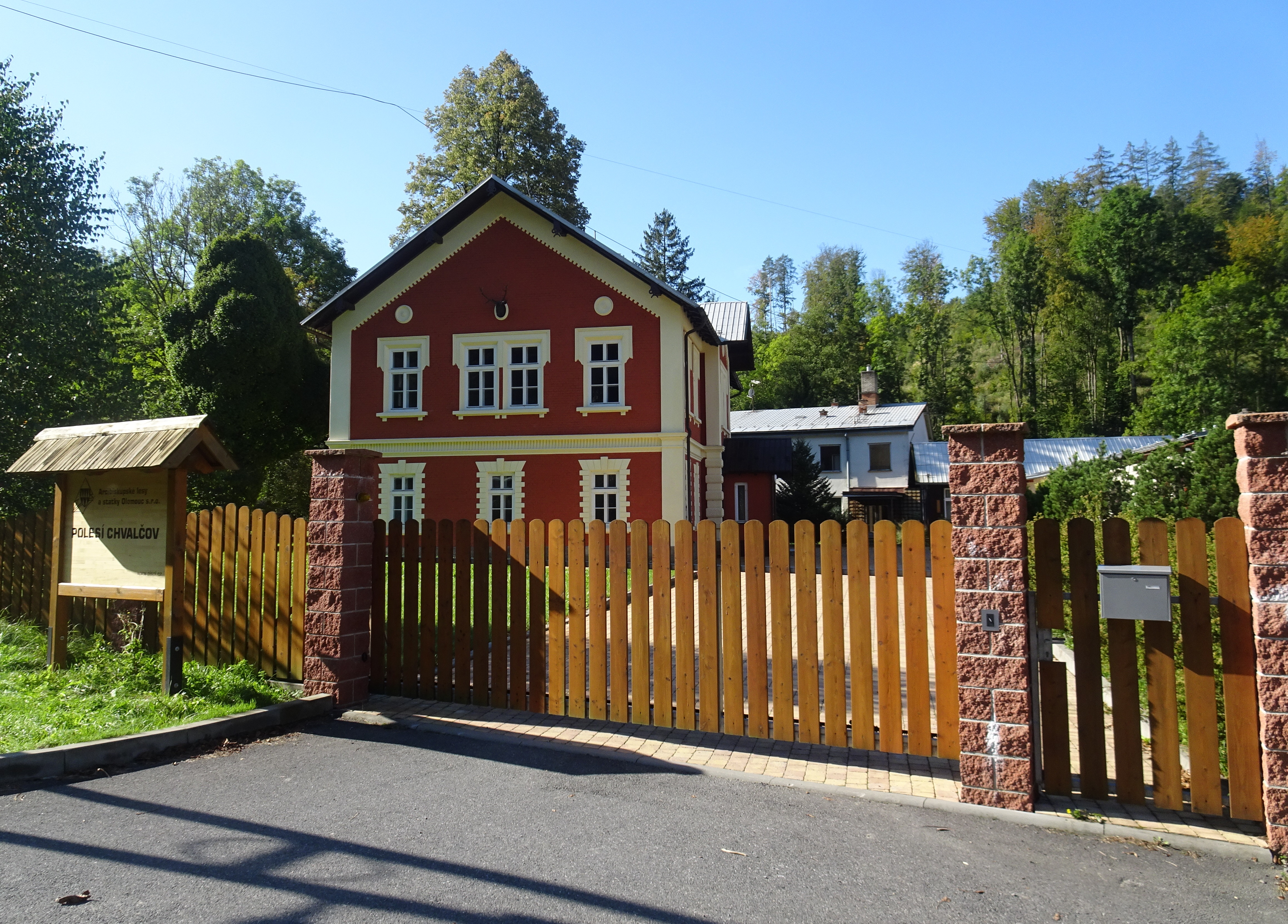
Polesí Chvalčov
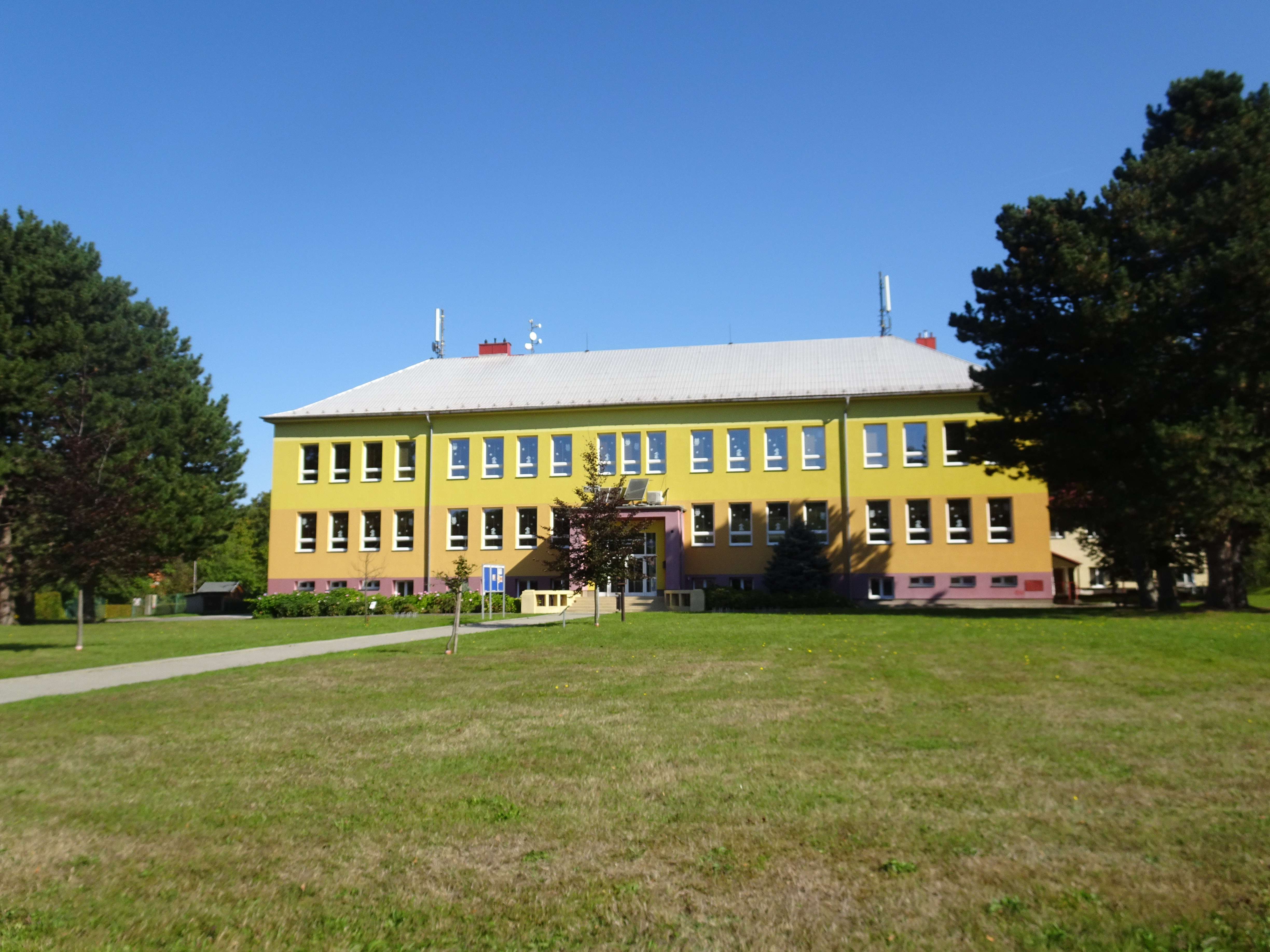
Základní škola